# 通天閣劇場TENGEKI
通天閣劇場TENGEKI（つうてんかくげきじょうてんげき）は、大阪市浪速区の新世界にあった通天閣観光の地下劇場「STUDIO210」にて、2008年7月5日から2013年6月29日まで行っていた松竹芸能の演芸興行の名称。通称はTENGEKI（てんげき）。
2009年7月5日は1周年を記念して入場料1円キャンペーンを実施した。

## 概要
2008年5月にB1角座が閉館したことに伴い、同年7月に新世界通天閣の真下にあるSTUDIO210（旧・通天閣歌謡劇場、通天閣囲碁センター）にて興行を再開の形で開館。B1角座時代とは異なり毎週土日の一日2回公演。主に漫才、落語、諸芸が中心で嘗ては東京からも落語家･漫才師がゲストが出演していた。2013年7月に松竹芸能DAIHATSU MOVE道頓堀角座が開場することを受け、6月一杯で興行を打ち切った。
所在地
- 大阪市浪速区恵美須東1-18-6

## 提供番組
- TENGEKI presents シンプレの底底ラジオ